# Сіоґама

38°18′52″ пн. ш. 141°1′20″ сх. д. / 38.31444° пн. ш. 141.02222° сх. д.
Сіоґа́ма (яп. 塩竈市, しおがまし, МФА: [ɕiogama ɕi̥]) — місто в Японії, в префектурі Міяґі.

## Короткі відомості
Розташоване в центральній частині префектури, на берегах затоки Мацусіма. Виникло на базі середньовічного містечка біля синтоїстського святилища Сіоґама. Основою економіки є рибальство і переробка морепродуктів. Станом на 1 жовтня 2008 площа міста становила 17,86 км². Станом на 1 січня 2009 населення міста становило 57 538 осіб.

## Безпека
- У Шіоґамі розташований регіональний штаб Управління морської безпеки Японії. Він забезпечує безпеку кордонів та територіальних вод Японії в районі префектур Аоморі, Івате, Міяґі, Акіта, Ямаґата та Фукушіма[4].